# Керестеш, Силард
Силард Керестеш (венг. Keresztes Szilárd; 19 июля 1932, Венгрия — 13 августа 2025, Ньиредьхаза) — епископ Хайдудорога Венгерской католической церкви и апостольский администратор Мишкольца с 30 июня 1988 года по 10 ноября 2011 год.

## Биография
7 августа 1955 года Силард Керестеш рукоположён в священника.
7 января 1975 года Римский папа Павел VI назначил Силарда Керестеша вспомогательным епископом епархии Хайдудорога и титулярным епископом Хунании. 8 февраля 1976 года состоялось рукоположение Силарда Керестеша в епископа, которое совершил епископ Хайдудорога Имре Тимко в сослужении с титулярным епископом Гипсарии Йоакимом Шегеди и епископом Печа Йожефом Черхати.
30 июня 1988 года Римский папа Иоанн Павел II назначил Силарда Керестеша епископом Хайдудорога и апостольским администратором Мишкольца.
10 ноября 2007 года Силард Керестеш подал в отставку.
Умер 13 августа 2025 года в возрасте 93 лет в социальном доме для священников имени Иштвана Шерегея в Ньиредьхазе.